# Катілов Олександр Михайлович
Катілов Олександр Михайлович (рос. Катилов Александр Михайлович; нар. 15 березня 1943, станиця Родниковська, Краснодарський край, Росія) — радянський і український митець, майстер з обробки металу і дерева, художник. Заслужений майстер народної творчості України (1981). Член Національної спілки майстрів народного мистецтва України (1990).

## Життєпис
Народився 15 березня 1943 року у станиці Родниковська Краснодарського краю в Росії. Після закінчення технічного училища працював наглядачем телефоно-телеграфних мереж і споруд. Мистецтву навчався самостійно. 
З 1965 року працював у Миколаєві на телефонній станції. У 1974 році змінив роботу телефоніста на професію художника-оформлювача, працював в різних установах. З того ж року — в інституті «Укрколгосппроект»; від 1976 року — на виробничо-художньому комбінаті; від 1979 — оформлювачем автобусного парку; з 1980 — у конструкторському бюро «Електрогідравліка»; у 1982—1986 роках — оформлювачем на одному з кораблебудівних заводів.
У 1981 році отримав звання «Заслужений майстер народної творчості України». 1987 року став лауреатом 2-го всесоюзного фестивалю народної творчості в Москві. 
У 1990 році був прийнятий у члени Національної спілки майстрів народного мистецтва України і став вільним художником.

## Творчий доробок
З 1979 року проводить активну виставкову діяльність від обласного народного творчого об'єднання художників-аматорів та майстрів декоративно-прикладного мистецтва «Прибужжя» Обласного будинку народної творчості та інших. 
Учасник обласних, всеукраїнських та всесоюзних мистецьких виставок. Автор чеканних композицій у техніках ручного холодного кування, дерев'яних декоративних композицій на побутову тематику, тарелей, кухонних наборів у техніках плоского геометричного, круглого різьблення без шліфування, живописних пейзажів, графічних карикатур і шаржів. Окремі його роботи зберігаються в Миколаївському обласному краєзнавчому та художньому музеях, а вироби з металу прикрашають дитяче містечко «Казка»: «Золотий півник» на даху, лицарі у кам'яної фортеці і чекані композиції.
Учасник персональних виставок у Миколаєві (1981, 1985, 1989—1990, 2000, 2005, 2007—2008). У 2005 році в Миколаївському обласному художньому музеї імені В. В. Верещагіна експонувалася персональна виставка творів Олександра Михайловича Катілова «Місто Олександра Катілова», присвячена 60-річчю від дня народження художника.

### Вибрані твори
- Чекані композиції, статуї лицарів, «Золотий півник» на шатровій покрівлі головного павільйону для дитячого містечкака «Казка» (Миколаїв, усі — 1982; за ескізами В. Бурлаки, В. Бережного);
- «Флора» (1982);
- «Андромаха» (1983);
- «Св. Павло» (1983; 2004);
- «Св. Миколай» (1984; 2004);
- «Дванадцять апостолів», «Імператриця Марія», «Орфей» (усі — 2003);
- «Грай, любий» (різьблена композиція, 1986);
- «Гончарі» (різьблена композиція, 1987);
- «Грай, синку, грай», «Цигани» (різьблена композиція, обидві — 1991);
- «Миколаївська» (декоративна тарель, 1990-і);
- «Нарядна» (декоративна тарель, 2004);
- «Дощ (центр Миколаєва)», «Вид на місто з яхт-клубу на Стрілці», «Будівельний університет», «Місто», «Натюрморт із кавуном», «Перед заходом», «Великий ракетний крейсер виходить у дальнє плавання» (живопис, усі — кінець 1990-х);
- «Великий десантний корабель «Костянтин Ольшанський» біля нижньої набережної» (живопис, 2009).